# Спурий Карвилий Руга
Спурий Карвилий Руга (на латински: Spurius Carvilius Ruga; fl. 230 пр.н.е.) e освободен роб на Спурий Карвилий Максим Руга от плебейската фамилия Карвилии по време на Римската република.
Той е учител в Рим и изнамерва латинската буква G. Руга открива частно начално училище, където за пръв път в Римската република се прави разлика между буквите C и G и тяхното правилно произношение /k/ и /г/.
Плутарх, Дионисий Халикарнаски, Авъл Гелий и Квинт Теренций Скавър пишат за него.